# روبرتو فريري (طبيب نفسي)
روبرتو فريري (بالإنجليزية: Roberto Freire) (و. 1927 – 2008 م) هو طبيب نفسي، ومؤلف، وكاتب، وروائي برازيلي، ولد في ساو باولو، توفي في ساو باولو، عن عمر يناهز 81 عاماً.